# 노턴 유틸리티
노턴 유틸리티(Norton Utilities)는 여러 가지 유틸리티 소프트웨어를 모은 제품군이다. 피터 노턴이 도스용을 위한 첫 버전을 1981년 즈음에 출시하였으며, 그 이름은 "노턴 유틸리티, 릴리즈 1"(The Norton Utilities, Release 1)이다. 릴리즈 2는 몇 년 뒤에 IBM PC가 최초의 하드 드라이브를 달기 시작한 즈음에 나왔다. 피터 노턴 회사는 1990년에 시만텍에 팔렸지만, 노턴 유틸리티라는 이름 자체는 시만텍 유틸리티와 사용자들을 위해 브랜드로 유지되고 있다.

## 도스/윈도용

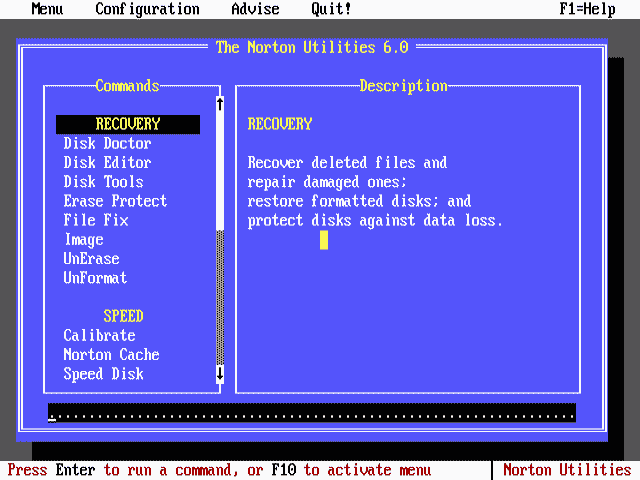
노턴 유틸리티 6.0 (도스용)

- 릴리즈 1.0
- 릴리즈 2.0
- 릴리즈 3.0
- 릴리즈 4.0
- 릴리즈 5.0
- 릴리즈 7.0
- 릴리즈 8.0
- 노턴 유틸리티/시스템웍스 포 윈도

## 경쟁 제품
- 디스크 유틸리티 (맥 오에스 텐에 내장되어 있음)
- GnuWin32
- 윈도 내장 도구, 윈도 지원 도구, 윈도 리소스 킷 도구
- PC Tools (Central Point Software)
- Wise Care 365

## 같이 보기
- PC 툴스